# Colona flagrocarpa
Colona flagrocarpa là một loài thực vật có hoa trong họ Cẩm quỳ. Loài này được (C.B.Clarke) Craib mô tả khoa học đầu tiên năm 1925.